# Monardella hypoleuca
Monardella hypoleuca là một loài thực vật có hoa trong họ Hoa môi. Loài này được A.Gray mô tả khoa học đầu tiên năm 1878.

## Hình ảnh

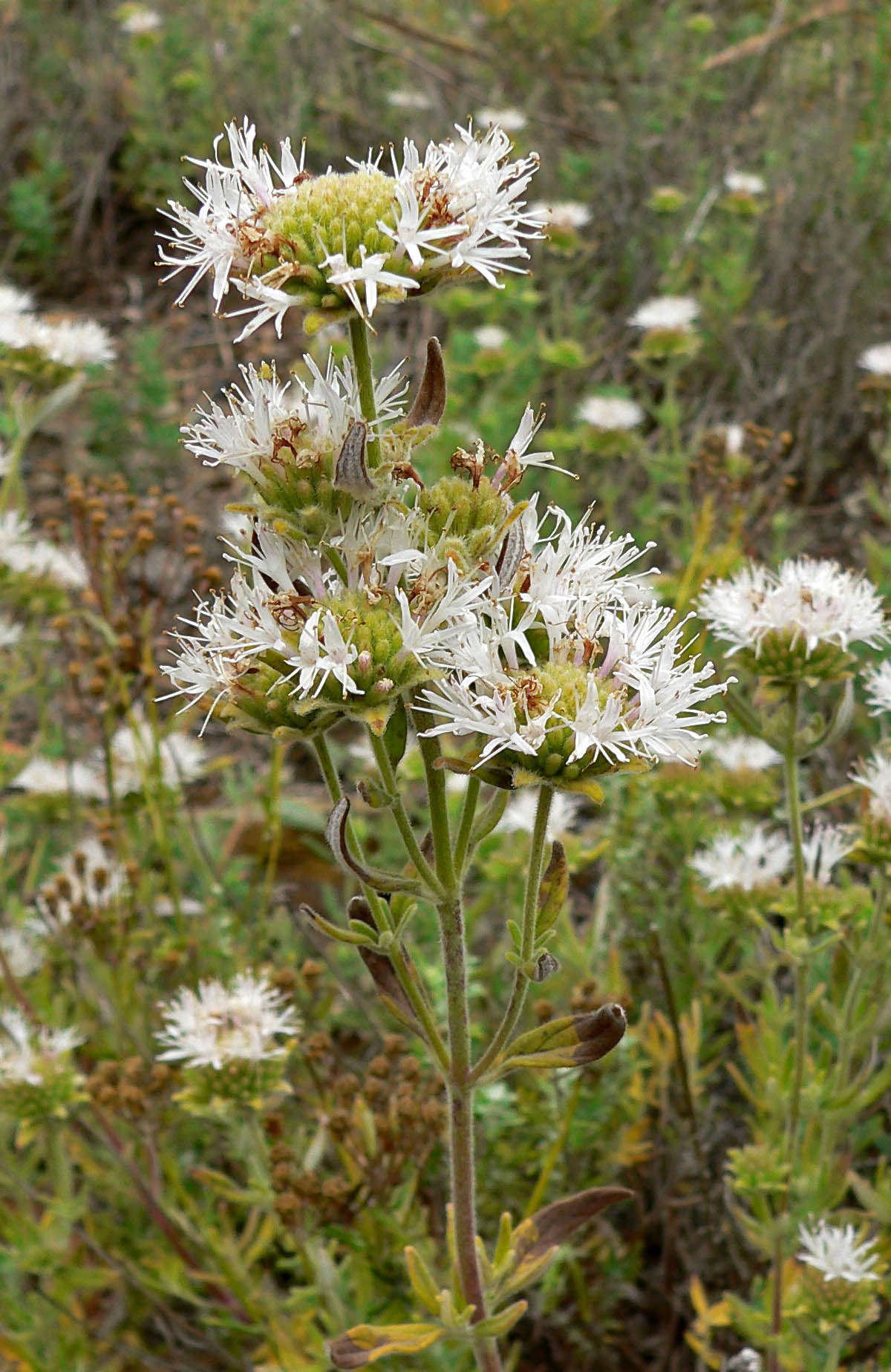
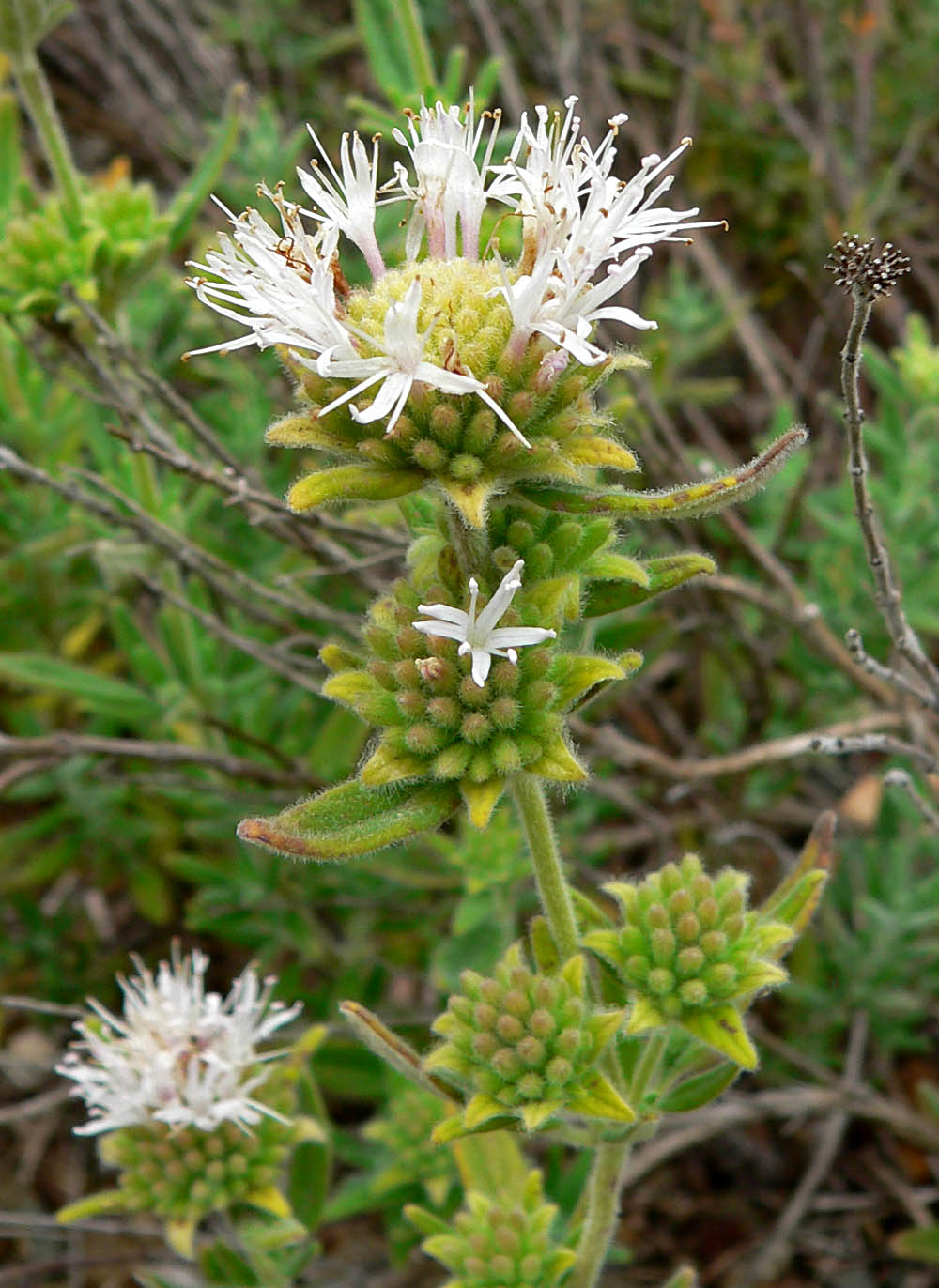